# Belina (Slovacchia)
Belina (prima del 1948 Beňa o Biena, in ungherese Béna, in tedesco Bein o Baldendorf) è un comune della Slovacchia facente parte del distretto di Lučenec, nella regione di Banská Bystrica.

## Storia
Negli antichi documenti il villaggio è menzionato per la prima volta nel 1371 con il nome di Bezin. Tuttavia, l'area in cui sorse la località era già citata come terra Baldun nel 1240. Nel 1371 appartenne al cavaliere e nobile possidente Ratold, per poi passare nel XV secolo alla famiglia Derencsény e nel tardo XVI secolo ai Lorántfy.